# Mukdeni csata
A mukdeni csata (奉天会戦; Hóten kaiszen; Hepburn: Hōten kaisen) az orosz–japán háború utolsó nagy szárazföldi ütközete volt, egyben az egyik legnagyobb összecsapás az első világháborút megelőzően. Az összecsapás előrevetítette a világháborús csatákat, hiszen az összesen mintegy 400 000 fő 64 kilométer hosszú harcvonalon küzdött egymással, és mindkét fél használt lövészárkokat. Noha az 1905. február 20. és március 10. között zajló csatában mindkét fél súlyos veszteségeket szenvedett, az végül japán győzelemmel zárult. Ezt követően május végén a csuzimai csatában döntő tengeri győzelmet is sikerült kivívniuk, végleg eldöntve ezzel a háború kimenetelét.
Mukden település mai neve Senjang, és Liaoning kínai tartomány központja.

## Háttér
Az 1904. augusztus 24. és szeptember 4. közötti liaojangi csatát követően az orosz erők visszavonultak a Mukdentől délre található Sa Ho folyóhoz, és itt szerveződtek újjá. A Sa Hó-i csatában az oroszok sikertelen ellentámadást indítottak, azonban így is sikerült lelassítani a japán előrenyomulást. Az ezt követő második ellentámadás szintén sikertelenül végződött.
Port Arthur bevételét követően Nogi Mareszuke tábornok 3. hadserege felszabadult, amelyet így északra vezényelhettek az ottani japán erők megsegítésére. 1905 elejére a Japán Császári Hadsereg embertartaléka teljesen kimerült, így Nogi erőinek átvezénylése után a teljes japán hadsereg Mukden környékén koncentrálódott.

## A csata

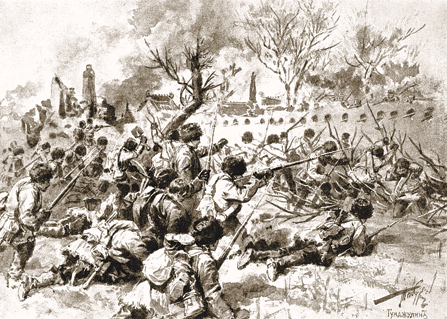
Orosz katonák a csatában

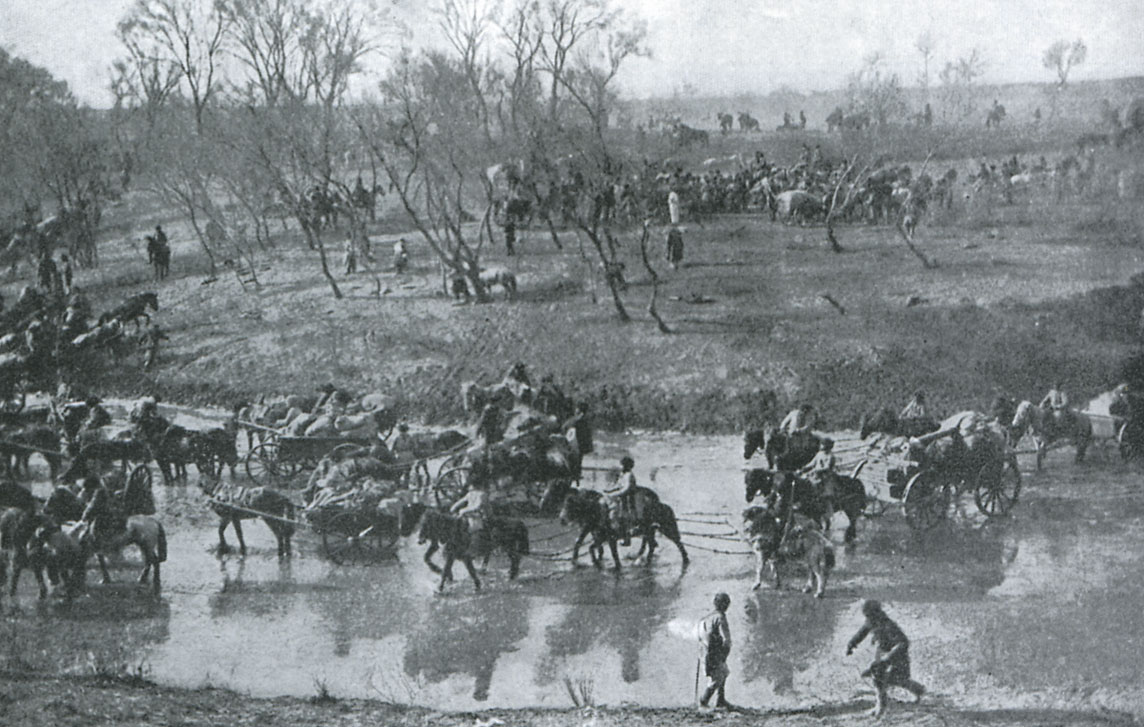
Visszavonuló oroszok a csata után

A csata akkor kezdődött el, amikor a japán 5. hadsereg február 20-án megtámadta az oroszok balszárnyát. Február 27-én a 4. hadsereg indított támadást az orosz jobbszárny ellen, majd további japán egységek is megtámadták az ellenséges arcvonalat. Eközben Nogi tábornok 3. hadserege széles kört leírva kezdett manőverbe Mukdentől északnyugatra. 1905. március 1-jén az orosz jobbszárny és közép területén állóháború alakult ki. A japánok előrenyomulása súlyos veszteség árán is rendkívül csekély eredményt hozott.
Március 7-én Kuropatkin keletről csoportosított át katonákat nyugatra, hogy megállítsa Nogi hadseregét, amely már bekerítéssel fenyegette őket. A tábornok eldöntötte, hogy személyesen fogja vezetni az ellentámadást, azonban az erők átcsoportosítását rosszul koordinálták, így két orosz hadseregben is káosz tört ki. Ójama tábornagy meglátta ebben a lehetőséget, és parancsot adott a támadásra. Az időjárás is a japánokat segítette, hiszen a késői olvadásnak köszönhetően a Hun folyó be volt fagyva, így a katonák átkelhettek rajta.
Mivel bekerítés fenyegette, Kuropatkin a visszavonulás mellett döntött, amelyre március 9-én este háromnegyed hétkor adta ki a parancsot. A helyzetet nehezítette, hogy japán erők betörtek az orosz vonalak mögé a befagyott Hun folyón keresztül, így a visszavonulás hamarosan fejvesztett menekülésbe fulladt. Az orosz erők hátrahagyták nehézfegyverzetüket és géppuskáikat, valamint készleteiket. A japán erők másnap reggel 10-kor vonultak be Mukdenbe.
Az orosz veszteségek elérték a 90 000 főt, a japánoké pedig körülbelül 75 000 fő volt.

### Fordítás
Ez a szócikk részben vagy egészben  a   Battle of Mukden című angol Wikipédia-szócikk fordításán alapul.  Az eredeti cikk szerkesztőit annak laptörténete sorolja fel. Ez a jelzés csupán a megfogalmazás eredetét és a szerzői jogokat jelzi, nem szolgál a cikkben szereplő információk forrásmegjelöléseként.